# Ṕ
Cette page contient des caractères spéciaux ou non latins. S’ils s’affichent mal (▯, ?, etc.), consultez la page d’aide Unicode.
Ṕ (minuscule : ṕ), ou P accent aigu, est une lettre] utilisée dans l’alphabet washo, l’alphabet chimane de Wayne Gill, ou dans la romanisation ISO 9 de l’abkhaze. Elle a aussi été utilisée dans l’écriture du bas-sorabe. Il s'agit de la lettre P diacritée d'un accent aigu.

## Utilisation
Dans l’ISO 9, le P accent aigu ‹ ṕ › translittère le pé crochet médian ‹ Ҧ, ҧ › qui a été utilisé dans l’écriture de l’abkhaze.

## Représentations informatiques
Le P accent aigu peut être représenté avec les caractères Unicode suivants :
- précomposé (latin étendu A) :

| formes    | représentations | chaînes de caractères | points de code | descriptions                          |
| --------- | --------------- | --------------------- | -------------- | ------------------------------------- |
| majuscule | Ṕ               | Ṕ                     | U+1E54         | lettre majuscule latine p accent aigu |
| minuscule | ṕ               | ṕ                     | U+1E55         | lettre minuscule latine p accent aigu |

- décomposé (latin de base, diacritiques) :

| formes    | représentations | chaînes de caractères | points de code | descriptions                                      |
| --------- | --------------- | --------------------- | -------------- | ------------------------------------------------- |
| majuscule | Ṕ               | P◌́                    | U+0050 U+0301  | lettre majuscule latine p diacritique accent aigu |
| minuscule | ṕ               | p◌́                    | U+0070 U+0301  | lettre minuscule latine p diacritique accent aigu |